# 52959 Danieladepaulis
52959 Danieladepaulis è un asteroide della fascia principale. Scoperto nel 1998, presenta un'orbita caratterizzata da un semiasse maggiore pari a 2,348830 UA e da un'eccentricità di 0,151137, inclinata di 2,504415° rispetto all'eclittica. Ha un diametro di 3,690 km.